# Dominicas de Santa María del Arco
La Congregación de Hermanas Dominicas de Santa María del Arco (oficialmente en italiano: Istituto delle Suore Domenicane di Santa Maria dell'Arco) es un instituto religioso católico femenino, de vida apostólica y de derecho pontificio, fundado por la religiosa italiana Clotilde Menzietti, en 1934. A las religiosas de este instituto se les conoce como Dominicas de Santa María del Arco y posponen a sus nombres las siglas O.P..

## Historia
El 27 de septiembre de 1925, los dominicos del santuario de Santa María del Arco, en Sant'Anastasia (Italia), abrieron un orfanato y pidieron a las monjas dominicas del convento de San Pietro Martire, de Florencia, un grupo de religiosas para su administración. De Florencia llegaron cuatro religiosas a la cabeza de Clotilde Menzietti, dando inicio a una nueva comunidad, que en 1934, con la aprobación de Egisto Domenico Melchiori, obispo de Nola, se constituyó en una congregación religiosa autónoma.
El instituto fue aprobado por el obispo Michele Raffaele Camerlengo, como congregación religiosa de derecho diocesano, el 6 de febrero de 1937; y agregada a la Orden de los Predicadores el 19 de marzo de 1942. En 1976 fue elevado a congregación de derecho pontificio, mediante decretum laudis del papa Pablo VI.

## Organización
La Congregación de Hermanas Dominicas de Santa María del Arco es un instituto religioso de derecho pontificio, internacional y centralizado, cuyo gobierno es ejercido por una priora general. La sede central se encuentra en Sant'Anastasia (Italia).
Las dominicas de Santa María del Arco se dedican a la educación y a la pastoral parroquial. Forman parte de la familia dominica. En 2017, el instituto contaba con 59 religiosas y 12 comunidades, presentes en Italia y Perú.